# Sanjay Subrahmanyam

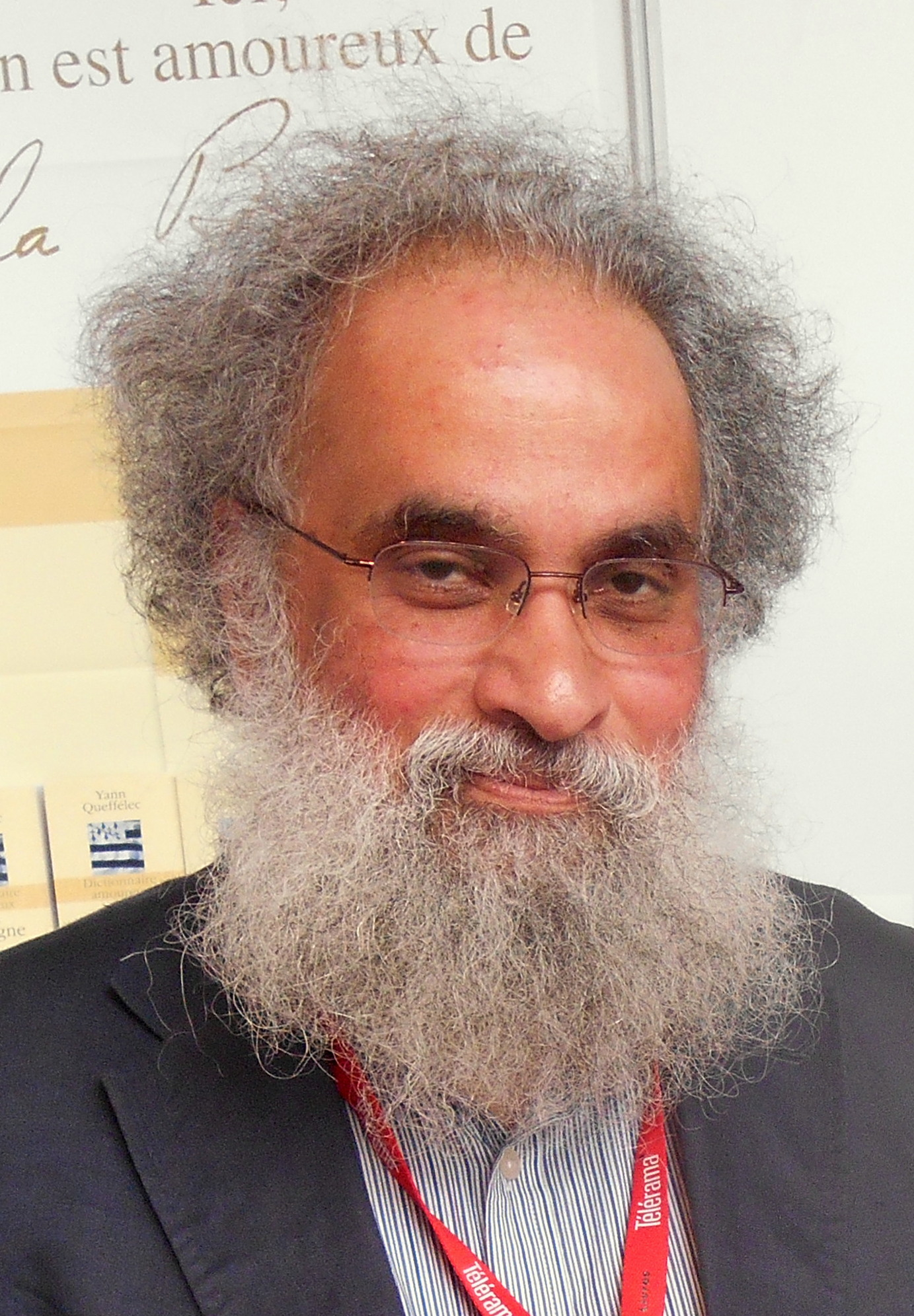
Sanjay Subrahmanyam, 2014

Sanjay Subrahmanyam (Nueva Delhi, 21 de mayo de 1961) es un historiador indio. Es profesor de historia económica en la Universidad de California en Los Ángeles y profesor del Collège de France. Sus estudios se centran en la denominada ”historia conectada”.
Ha sido galardonado en 2022 con el Premio Internacional de Ciencias Históricas que otorga Comité Internacional de Ciencias Históricas.

## Trayectoria
Nacido en una familia de funcionarios, estudió economía en la Universidad de Delhi doctorándose en 1987 con la tesis "Trade and the Regional Economy of South India, c. 1550–1650" 
Está especializado en la India del Sur de los siglos XVI y XVII, y su obra sobre Vasco de Gama le ha dado cierta reputación internacional.

## Publicaciones
- The Political Economy of Commerce: Southern India, 1500-1650, 1990
- Merchants, Markets and the State in Early Modern India, 1990
- Improvising Empire: Portuguese Trade and Settlement in the Bay of Bengal, 1500-1700, 1990 (Comércio e Conflito: A Presença Portuguesa no Golfo de Bengala, 1500-1700, 1994).
- (con V. Narayana Rao y David Shulman), Symbols of Substance: Court and State in Nayaka-period Tamil Nadu, 1992
- The Portuguese Empire in Asia, 1500-1700: A Political and Economic History, 1993
- Money and the Market in India, 1100-1700, 1994
- Merchant Networks in the Early Modern World (Series: An Expanding World, Vol. 8), 1996
- (con Kaushik Basu) Unravelling the Nation: Sectarian Conflict and India’s Secular Identity, 1996
- (con Burton Stein) Institutions and Economic Change in South Asia, 1996
- The Career and Legend of Vasco da Gama, 1997
- (con Muzaffar Alam) The Mughal State, 1526-1750, 1998
- Sinners and Saints: The Successors of Vasco da Gama, 1998
- Penumbral Visions: Making Polities in Early Modern South India, 2001
- (con Velcheru Narayana Rao y David Shulman) Textures of Time: Writing History in South India, 1600-1800,  2001/2003
- (con Claude Markovits y Jacques Pouchepadass) Society and Circulation: Mobile People and Itinerant Cultures in South Asia, 1750-1950, 2003
- Land, Politics and Trade in South Asia, 2004
- Explorations in Connected History: From the Tagus to the Ganges, 2004
- Explorations in Connected History: Mughals and Franks, 2004
- (con Kenneth McPherson) From Biography to History: Essays in the History of Portuguese Asia (1500-1800), 2006
- (con Muzaffar Alam) Indo-Persian Travels in the Age of Discoveries, 1400-1800, 2007
- (con David Armitage) The Age of Revolutions in Global Context, c. 1760-1840, 2009
- (con Muzaffar Alam) Writing the Mughal World, 2011.
- Three Ways to be Alien: Travails and Encounters in the Early Modern World, 2011
- Courtly Encounters: Translating Courtliness and Violence in Early Modern Eurasia, 2012
- Impérios em Concorrência: Histórias Conectadas nos Séculos XVI e XVII, 2012
- Is 'Indian Civilization' a Myth?: Fictions and Histories, 2013 (Leçons indiennes: Itinéraires d’un historien, 2015)
- Aux origines de l'histoire globale : leçon inaugurale au Collège de France, 2014.
- Mondi connessi: La storia oltre l'eurocentrismo, sec. XVI-XVIII, 2014
- Historical Teleologies in the Modern World, 2015